# Vucub Caquix

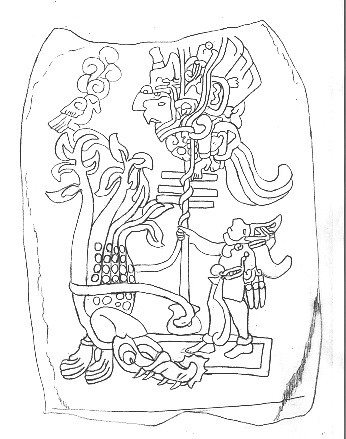
Eroul geamăn ucigând zeitatea pasăre Vucub Caquix cu o lovitură.

În vechea scriere mayașă Popol Vuh, Vucub-Caquix este un demon-pasăre ce pretinde a fi soarele și luna întregii lumii, dinainte de crearea lumii și până în prezent. Este soțul lui Chimalmat și tatăl a doi demoni cutremur, Cabracan și Zipacna. Potrivit culturii moderne Quiche, numele lui se referă la cele șapte stele din Ursa Mare (asterism). Acest fals Soare-Lună, Vucub Caquix, a fost doborât din copacul său de o lovitură trasă de Hun-Ahpu, unul dintre eroii gemeni jaguar maiași, dar a reușit însă să rupă brațul eroului. În cele din urmă demonul a rămas fără dinți și ochi, despărțit de bogățiile și puterea lui. Împreună, gemenii jaguar aveau să devină adevăratul Soare și Lună din prezenta Creație. Episodul este doar o istorisire din povestea principală a gemenilor, și variază în funcție de erou în diferitele mituri americane. De asemenea, episodul este înrudit cu anumite scene din arta mayașă datând din secolul al VIII-lea, dar și mai veche. 